# Ashley Montagu
Montague Francis Ashley-Montagu (narozen jako Israel Ehrenberg; 28. června 1905, Londýn, Anglie 26. listopadu 1999, Princeton, New Jersey, USA) byl britsko-americký antropolog a humanista židovského původu, který popularizoval témata jako rasa a gender (míněny rozdíly mezi muži a ženami) a jejich vztah k politice a vývoji. V roce 1950 byl zpravodajcem v prohlášení UNESCO The Race Question. Jako mladý si změnil jméno na Montague Francis Ashley-Montagu. Po přesídlení do USA používal jméno Ashley Montagu. Po získání amerického občanství v r. 1940 Montagu učil a přednášel na Harvardu, Princeton University, Rutgers University, University of California a New York University. Během svého života napsal přes 60 knih. V roce 1995 ho American Humanist Association jmenovala Humanistou roku.

## Mládí a vzdělání
Podle rozhovoru z r. 1995 Leonarda Liebermana, Andrew Lyonse a Harriet Lyonsové v časopise Current Anthropology vyrůstal Montagu v londýnském East Endu. Vzpomínal na časté projevy antisemitismu, kterým byl vystaven, když se vydal ze židovské čtvrti, kde bydlel. Velmi brzy se začal zajímat o anatomii a jako hoch se seznámil s Arthurem Keithem, jehož žákem se neformálně stal. V r. 1922 jako sedmnáctiletý začal studovat University College London, kde obdržel diplom v oboru psychologie po studiu s Karlem Pearsonem a Charlesem Spearmanem. Tamtéž také navštěvoval kurzy antropologie s Graftonem Elliotem Smithem a Charlesem Gabrielem Seligmanem. Také studoval na London School of Economics, kde byl jedním z prvních žáků Bronislawa Malinovského. V r. 1931 emigroval do USA, kde se představil harvardskému antropologovi Earnestovi Hootonovi dopisem, ve kterém nepravdivě tvrdil, že „studoval v Cambridge, Oxfordu, Londýně, Florencii a Columbii a že získal tituly M.A. a PhD“. Ve skutečnosti Montagu v Cambridgi ani v Oxfordu nestudoval a PhD získal až v r. 1936 disertační prací na Columbia University s názvem Coming into being among the Australian Aborigines: A study of the procreative beliefs of the native tribes of Australia, kterou vedla kulturní antropoložka Ruth Benedict. Bez ohledu na nepravdivý dopis učil anatomii studenty lékařství před tím, než se stal profesorem antropologie na Rutgers University mezi lety 1949 a 1955.

## Kariéra
Během padesátých let publikoval Montagu sérii prací, ve kterých zpochybnil platnost rasy jako biologického pojmu, včetně zprávy UNESCO Statement on Race a jeho velmi známé Man’s Most Dangerous Myth: the Fallacy of Race. Oponoval zejména práci Carletona S. Coona.
Kvůli sporům ohledně jeho angažmá u UNESCO Statement on Race se Montagu stal terčem antikomunistů, byl propuštěn z Rutgers University a „shledal všechna další akademická pracoviště jemu uzavřená“. V r. 1955 ukončil svou akademickou kariéru a přestěhoval se do Princetonu, New Jersey, kde pokračoval v psaní a veřejném vystupování. Stal se velmi známým hostem v pořadu Johnyho Carsona The Tonight Show. Pro širokou veřejnost publikoval mnoho studií o významu vztahu mezi matkou a dítětem.
Později aktivně vystupoval proti úpravě genitálií a zohavení u dětí. V roce 1994 napsal PhD James Prescott rezoluci pro Mezinárodní soudní dvůr s názvem „Ashley Montagu Resolution to End the Genital Mutilation of Children Worldwide: a Petition to the World Court, The Hague“ pojmenovanou na počest dr. Montagua, který byl jedním z jejích prvních signatářů.